# 藤野英一
藤野 英一（ふじの えいいち、1917年1月30日 - 1994年11月10日）は、日本の裁判官。最高裁判所調査官や福岡家庭裁判所長、東京高等裁判所部総括判事などを歴任した。福岡県出身。

## 経歴
- 1917年 - 福岡県に生まれる
- 1939年 - 司法試験合格
- 1940年 - 九州大学法学部卒業
- 1940年 - 司法官試補
- 1947年 - 大阪地方裁判所堺支部判事補
- 1950年 - 最高裁判所調査官
- 1954年 - 福岡地方裁判所判事
- 1957年 - 福岡地方裁判所部総括判事
- 1961年 - 福岡高等裁判所判事
- 1962年 - 法学博士（九州大学）[1]
- 1962年 - 大分地方裁判所部総括判事
- 1965年 - 東京地方裁判所判事
- 1966年 - 東京地方裁判所部総括判事
- 1966年 - 東京高等裁判所判事
- 1973年 - 福岡高等裁判所部総括判事
- 1975年 - 福岡家庭裁判所長
- 1977年 - 東京高等裁判所部総括判事
- 1987年 - 勲二等瑞宝章受章
- 1994年 - 肺炎のため死去[2]

## 裁判
- 銃砲刀剣取締法違反事件において、被告人の「探すなら勝手に探せ」との発言を捜索についての任意承諾と認めた[3]。
- 共和製糖事件の控訴審において、検察側主張をほぼ全面的に認め、懲役6年の一審判決を破棄し懲役4年6か月（執行猶予1年から6月）の判決を言い渡した[4]。

## 著書
- 『事実認定における実験則の実証的研究 : 特に再審となった刑事事件に現われた事実認定の過誤とその原因について (司法研究報告書 ; 第2 第11輯 第2号)』（司法研修所、1959年）